# Krzysztof Szymkowiak
Krzysztof Szymkowiak (ur. 22 maja 1980 w Olsztynie) – polski piłkarz ręczny, grający na pozycji rozgrywającego. Obecnie reprezentujący barwy Travelandu Olsztyn.
Wychowanek Warmii Olsztyn, klubu, z którego w 1998 roku powstała drużyna Travelandu. W latach 2006–2008 przebywał w Luksemburgu, gdzie występował w drużynie HC Berchem.